# Tychy Aleja Bielska
Tychy Aleja Bielska – przystanek kolejowy Szybkiej Kolei Regionalnej w Śródmieściu Tychów pod wiaduktem w ciągu alei Bielskiej. Przystanek powstał w 2012 roku w ramach rozbudowy Szybkiej Kolei Regionalnej.

## Ruch pasażerski
| Rok  | Wymiana pasażerska na dobę |
| ---- | -------------------------- |
| 2017 | 100-149                    |
| 2022 | 500-699                    |

## Historia
15 lutego 2011 PKM Tychy podpisało umowę z Przedsiębiorstwem Robót Komunikacyjnych na budowę przystanków Tychy Lodowisko, Tychy Aleja Bielska i Tychy Grota-Roweckiego oraz modernizację przystanku Tychy Zachodnie.
Wszystkie te przystanki zostały otwarte 1 września 2012. Tego samego dnia Przewozy Regionalne wydłużyły do Tych Lodowiska relacje swoich pociągów kończących dotychczas bieg w Tychach Mieście. 9 grudnia 2012 obsługa przystanku, podobnie jak i całej SKR, została przejęta przez Koleje Śląskie.

## Linie kolejowe
Przystanek znajduje się przy dwutorowej linii kolejowej nr 179 Tychy – Mysłowice Kosztowy. Dwa jednokrawędziowe perony o długości 200 m znajdują się po zewnętrznych stronach torów.

## Infrastruktura
Przystanek jest wyposażony w automaty biletowe, dynamiczną informację pasażerską, megafony, monitoring, oświetlenie, wiaty i słupki alarmowo-rozmówne.

## Ruch pociągów
Tychy Aleja Bielska to przystanek Szybkiej Kolei Regionalnej (linia S4 Kolei Śląskich Sosnowiec Główny – Tychy Lodowisko). Na linii obowiązuje takt godzinny. Część kursów kończy/rozpoczyna bieg w Katowicach.

## Komunikacja z przystankiem
W pobliżu przystanku kolejowego Tychy Bielska znajdują się przystanki autobusowe Tychy Bielska Szpital i Tychy Bielska Wiadukt obsługiwane przez ZTM.